# Guerre de 1658 contre les Indiens caraïbes
Die Guerre de 1658 contre les Indiens caraïbes oder die Carib Expulsion (dt.: „Krieg von 1658 gegen die Kariben“, „Rauswurf der Kariben“, Vertreibung der Kariben aus Martinique) war eine Ethnische Säuberung in Martinique unter französischer Regie, wodurch 1660 der größte Teil der Population der Kariben von Martinique getötet wurde. Das Kriegsverbrechen erfolgte nach der französischen Invasion 1635 und machte die Karibikinsel zum Gebiet der Französischen Westindischen Inseln.

## Geschichte
Nach Datierungen der Radiokarbonmethode an Artefakten waren die Kariben um 1200 AD vom Festland auf die Inseln eingewandert.
1635 wurden die Kariben von französischen Truppen unter dem Abenteurer Pierre Belain d’Esnambuc und dessen Neffen Jacques Dyel du Parquet überrannt, welche den indigenen Kariben die französische Kolonialherrschaft auferlegten. Kardinal Richelieu von Frankreich gab die Insel an die Compagnie de Saint-Christophe, in welcher er Anteilhaber war. Später wurde die Compagnie reorganisiert als Compagnie des Îles de l’Amérique. Die französischen Kolonisten zwangen den Eroberten französische Gesetz auf und jesuitische Missionare langten an um die Ureinwohner zur katholischen Kirche zu konvertieren.
Weil die Kariben sich weigerten, als gezwungene Arbeiter die Zuckerrohr- und Kakao-Plantagen aufzubauen und zu bearbeiten, welche die Franzosen in der Karibik einführten, proklamierte 1636 König Ludwig XIII. die Traite des Noirs („Den Handel der Schwarzen“). Dieser Erlass autorisierte den Fang oder den Sklavenhandel mit Afrikanern, die dann als Arbeitskräfte nach Martinique und in andere Teile der französischen Westindischen Inseln deportiert wurden.
1650 liquidierte die Compagnie die Insel und verkaufte Martinique an Jacques Dyel du Parquet, welcher bis zu seinem Tod 1658 Gouverneur wurde. Seine Wittwe übernahm die Kontrolle über die Insel für Frankreich. Als mehr französische Kolonisten anlangten, wurden die Kariben vom so genannten „Cabesterre“ („leeward side“), den fruchtbaren Gebieten der Leeseite, vertrieben. Die Franzosen hatten die verbleibenden Kariben bereits an die Nordostküste und auf die Caravalle-Halbinsel verdrängt, aber die Kolonisten wollten immer noch zusätzliches Land. Die Jesuiten und die Dominikaner vereinbarten, dass welcher Orden dort zuerst hinkäme, alle zukünftigen Parishes in diesem Teil der Insel erhalten sollte. Die Jesuiten kamen über See und die Dominikaner auf dem Land und die Dominikaner setzten sich letztlich durch.
Als die Kariben 1660 gegen die französische Herrschaft revoltierten, vergalt ihnen das der Gouverneur Charles Houël du Petit Pré, sieur de Petit Pré, mit Krieg. Viele wurden getötet; diejenigen, die überlebten wurden gefangen genommen und von der Insel deportiert.
Auf Martinique unterzeichneten die französischen Kolonisten einen Friedensvertrag mit den wenigen verbliebenen Kariben. Einige Kariben waren nach Dominica oder St. Vincent geflohen, wo die Franzosen angegeben hatten, sie in Frieden zu lassen. Nachdem jedoch die Briten diese Inseln erobert hatten, wurden die Kariben bei nächster Gelegenheit nach Zentralamerika gebracht, nachdem sie im Second Carib War unterlegen waren.